# Crucifixión con un donante

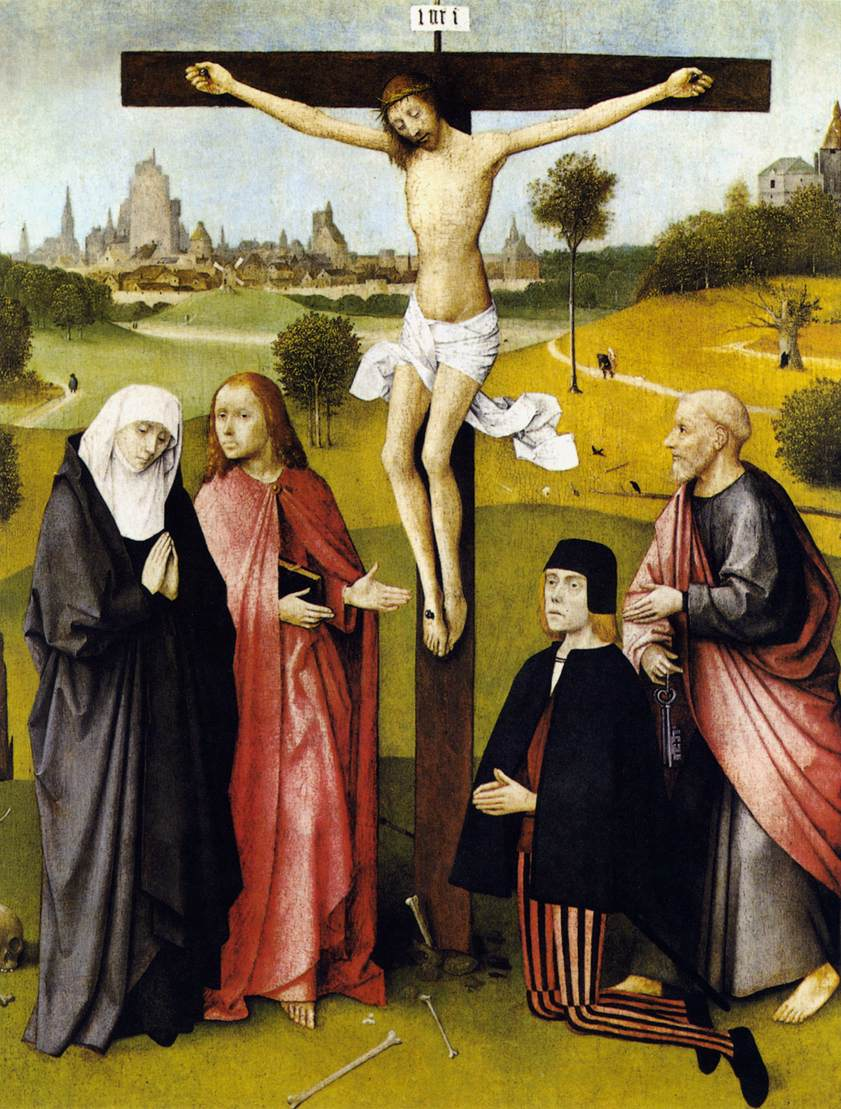
Crucifixión con donante, El Bosco.

Crucifixión con un donante es una pintura del maestro flamenco El Bosco que se cree pintado entre 1480 y 1485. La pintura se conserva en  los Museos Reales de Bellas Artes de Bélgica en Bruselas. Es una de las primeras obras conservadas del Bosco y de las pocas suyas conservadas donde se amolda al estilo y gusto mayoritario en la época.
El donante arrodillado en oración al pie de la cruz es presentado por su santo patrón, San Pedro sosteniendo su atributo tradicional, las llaves. Esto indica que ese sería su nombre, pero su identidad se desconoce. Su aspecto es enfermizo, delgado y de rostro pálido y demacrado. Lleva un gorro negro, camisa blanca y jubón marrón bajo una capa corta negra, con calzas y medias a rayas verticales rojas y negras. Una espada asoma bajo la capa. Estas ropas, de moda durante los últimos veinte años del siglo XV en los Países Bajos, podrían indicar que el donante estaba al servicio de un señor.

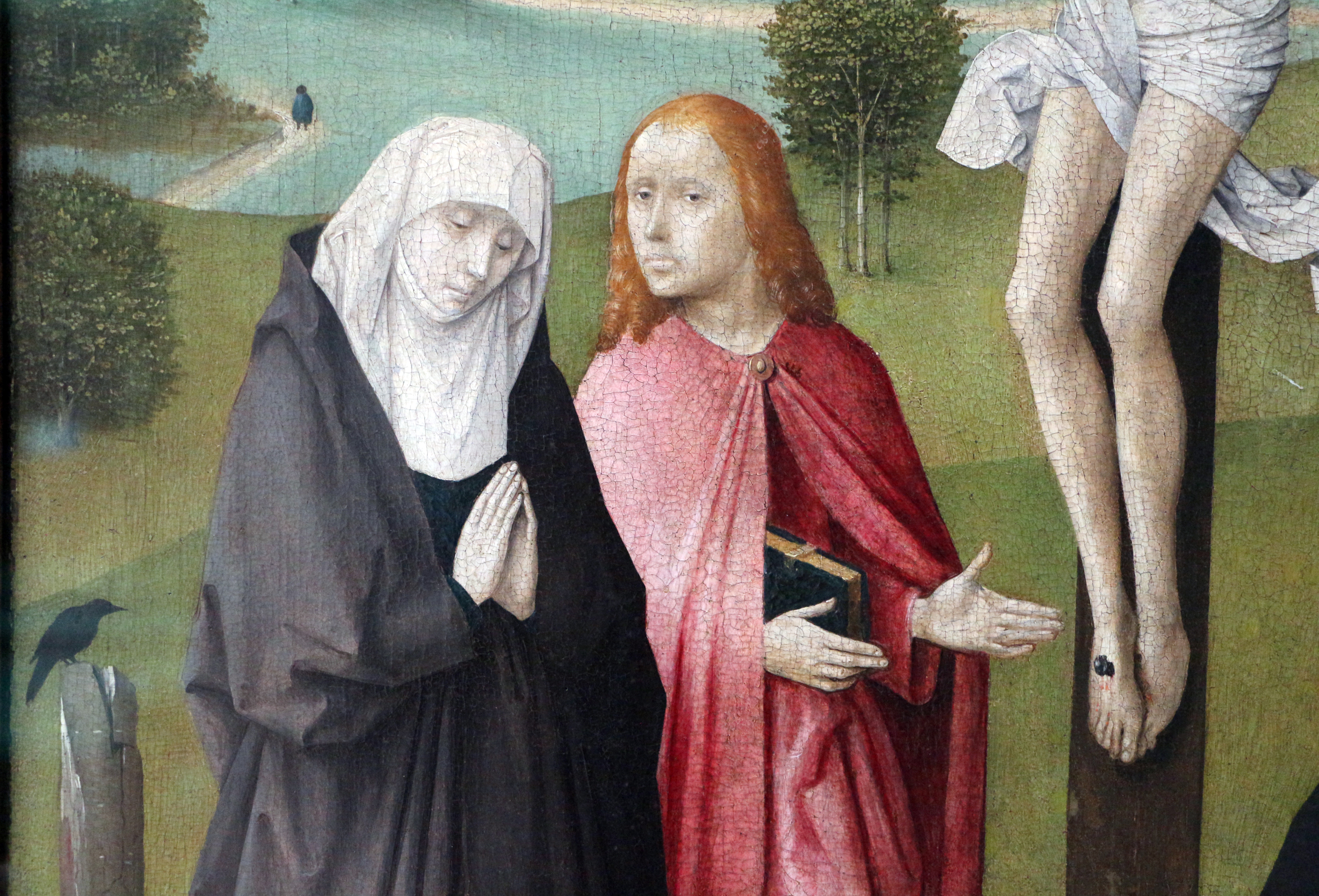
María y Juan, detalle.

San Juan hace el gesto a María para que interceda por el donante, lo cual ella hace orando. El eje y centro de la composición es Cristo en la cruz, gótico en su blancura y delgadez, como signo de la Redención al sacrificarse para redimir a la Humanidad. La escena, equilibrada y serena, sin embargo se sitúa en el patíbulo de una ciudad del Brabante contemporáneo, visible en la distancia, con huesos esparcidos y un cuervo posado en los restos de una horca. Al fondo, algunas figuras caminan por senderos sinuosos hacia un molino de viento a la izquierda y un castillo a la derecha. El campo muestra una gradación de verdes que logra un exitoso efecto de profundidad. 